# Archontophoenix myolensis
Archontophoenix myolensis är en enhjärtbladig växtart som beskrevs av John Leslie Dowe. Archontophoenix myolensis ingår i släktet Archontophoenix och familjen Arecaceae. IUCN kategoriserar arten globalt som sårbar. Inga underarter finns listade i Catalogue of Life.

## Bildgalleri

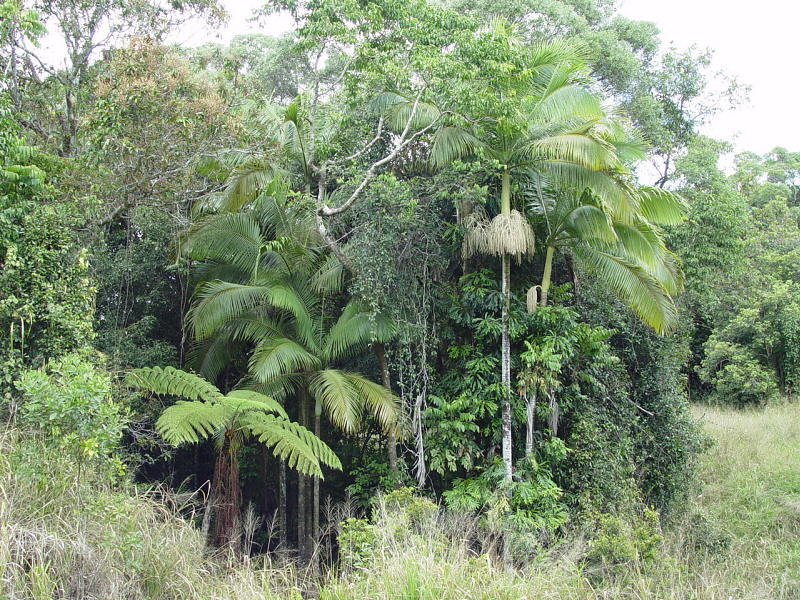